# 続素美代
續 素美代（つづき すみよ、1967年12月29日 - ）は日本の女性登山家、冒険家、フリーライター。ヒマラヤ山脈やカラコルム山脈の8000m峰の登頂記録を持つ。

## 生い立ち〜登山まで
熊本県玉名郡玉東町生まれ。幼い頃は大人しく、人見知りも激しかった。外で遊ぶより自宅で読書をしたり、フェルトで人形を作ったり、刺繍をするなどして過ごすことが多かった。母親のしつけは厳しく、特に家事は3、4歳頃から仕込まれた。
國學院大學4年生のときに行ったフランス旅行の帰りの飛行機の中でドイツ人の男性登山家に登山に誘われる。「富士山くらいなら一緒に登ってもいいか」という程度の軽い気持ちで電話番号を教えたが、その後本当に誘いの電話がありエベレスト登山隊に同行することとなった。

## 活動歴
- 1990年 - 中国の西蔵側からドイツのエベレスト登山隊に同行し、それまで全く登山経験がなかったにもかかわらずエベレスト7000m地点到達。これ以降登山の世界に足を踏み入れることとなり、年間の半分近くをネパール・ヒマラヤ山脈、パキスタン・カラコルム山脈などで過ごす。
- 1992年 - 世界第6位の高峰、チョ・オユー(8201m)の無酸素登頂に成功する。
- 1995年 - 日本大学エベレスト登山隊にNHK取材チームのコーディネーターとして同行する。
- 1996年 - IMAX映画『エベレスト』出演のため頂上を目指すが、8000mで断念する。
- 1996年 - チョ・オユー(8201m)に2度目の無酸素登頂に挑み成功する。
- 1997年 - エベレスト登山隊(西蔵側ルート)に参加し、8400m到達。
- 1998年5月25日 - エベレスト登頂成功。田部井淳子、難波康子に次いで日本人女性3人目、また中国側からの登頂は日本人女性初。
- 2000年 - 山の事故で下半身不随となったイギリス人女性を招いて、自転車で日本縦断。
- 2005年 - グリーンランドをスキーで横断成功。
- 2008年3月31日 - 母校の玉東町立玉東中学校で玉東町より町民栄誉賞を授与される[2]。

## 人物像
- 大の和服好きで、高校生の頃には自分で着付けが出来ていた。大好きな能を鑑賞するときも着ていくという[1]。

## 訳書
- 夢をあきらめないで - カレンと自然と車椅子と（カレン・ダーク著、2000年、阪急コミュニケーションズ、ISBN 4484003104）